# Congresso dos Sovietes de Toda a Rússia
O Congresso dos Sovietes de Toda a Rússia (CSTR) foi o órgão supremo da República Socialista Federativa Soviética da Rússia de 1917 a 1936, efetivamente. A Constituição da RSFS Russa de 1918 exigiu que o Congresso fosse convocado pelo menos duas vezes ao ano, com os deveres de definir (e alterar) os princípios da Constituição soviética e ratificar os tratados de paz. A Revolução de Outubro eliminou o governo provisório, tornando o Congresso dos Sovietes o único e supremo órgão de governo. É importante notar que este Congresso não foi o mesmo que o Congresso dos Sovietes da União Soviética que governou toda a União Soviética após a sua criação em 1922.
Na época anterior a sua existência, o Congresso era um órgão democrático. Sobre a Rússia havia centenas de sovietes, órgãos governamentais locais democráticos em que a população circundante poderia participar. Os sovietes elegiam os delegados ao Congresso e, em seguida, o Congresso mantinha a autoridade nacional, tomando as decisões mais importantes. Houve vários partidos políticos representados nas várias sessões do Congresso, dos quais cada um lutava para aumentar sua própria influência nos sovietes. No entanto, à medida que a Guerra Civil progredia, a autoridade dos sovietes foi progressivamente reduzida, com o aumento do poder do stalinismo efetivamente cimentando essa situação e decisivamente transformando o Congresso num parlamento de carimbadores. O Congresso era formado por representantes de conselhos municipais (1 delegado para 25 mil eleitores) e os congressos dos conselhos provinciais (oblast) e autônomos republicanos (1 deputado para cada 125 mil habitantes).
A jurisdição exclusiva do Congresso consistia na eleição do Comitê Executivo Central de Toda a Rússia, na adoção da Constituição da RSFS Russa e em suas alterações, aprovação das emendas propostas pelo Comitê Executivo Central e aprovação das constituições das repúblicas autônomas. Em outras questões, o Congresso e o Comitê Executivo Central tinham a mesma autoridade. O Congresso deixou de existir no final da reforma constitucional de 1936-1937, quando, pela primeira vez, na união e, em seguida, nas eleições das republicas, a eleição indireta para os sovietes foi substituída por eleições diretas em todos os níveis, com o Soviete Supremo como o órgão máximo.

## História

### Primeiro Congresso
O Primeiro Congresso dos Sovietes de Deputados Operários e Soldados de Toda a Rússia (16 de junho a 7 de julho de 1917) foi convocado pela Conferência Nacional dos Sovietes. Foi dominado por partidos pró-governo (Socialistas Revolucionários, etc.) e confirmou a supremacia do Governo Provisório Russo.
Havia 1 090 delegados, 822 com direito ao voto, representando 305 trabalhadores, soldados e camponeses sovietes e 53 sovietes regionais, provinciais e distritais. A composição dos delegados por partido foi assim: 285 Socialistas Revolucionários, 245 Mencheviques, 105 Bolcheviques, 32 Mencheviques Internacionalistas e outros. O direito de voto foi dado a esses sovietes contendo pelo menos 25 mil pessoas, e foi dada uma voz aos que continham de 10 a 25 mil.

### Segundo Congresso
Distribuição de delegados no Segundo Congresso por partido (inclui estimativa)
Após a derrubada do Governo Provisório Russo na Revolução de Outubro, o Segundo Congresso dos Sovietes de Deputados Operários e Soldados de Toda a Rússia (7 a 9 de novembro de 1917) ratificou a transferência revolucionária do poder do Estado. 649 delegados foram eleitos para o Congresso, representando 318 sovietes locais; 390 eram bolcheviques, cerca de 100 Socialistas Revolucionários de Esquerda, cerca de 60 outros Socialistas Revolucionários, 72 mencheviques, 14 socialistas-democratas internacionalistas unidos, 6 feministas mencheviques e 7 de outras facções. No primeiro dia do Congresso, os Socialistas Revolucionários dividiram-se em dois grupos: os Socialistas Revolucionários de Esquerda e os Socialistas Revolucionários de Direita. Também no primeiro dia, a delegação dos mencheviques e os deputados da Direita Socialista Revolucionária saíram em protesto. 505 delegados votaram a favor da transferência de poder para os sovietes. O Comitê Executivo Central de Toda a Rússia e o Conselho do Comissariado do Povo (Sovnarkom) foram eleitos pelo Congresso, nomeando Vladimir Lenin o Presidente, e tornando-o o chefe de governo. Na abertura do Congresso, Lenin deu um discurso dizendo que "o poder soviético proporá uma paz democrática imediata a todas as nações" e declarou "Vida longa à revolução!", proferindo o que às vezes são chamados de "Decreto sobre a Terra" e "Decreto sobre a Paz".

### Terceiro Congresso
O Terceiro Congresso dos Sovietes de Deputados Operários, Soldados e Camponeses de Toda a Rússia (2 a 31 de janeiro de 1918) reuniu representantes de 317 Sovietes de Trabalhadores, Soldados e Camponeses com mais 110 delegados de exército, corpos e comitês divisionais. Os bolcheviques compunham 441 dos 707 delegados. No quarto dia, em 13 (26) de janeiro, chegaram mais delegados que estiveram no Terceiro Congresso dos Deputados dos Camponeses de Toda a Rússia. No final, havia 1 587 delegados.
O Congresso teve um Praesidium composto por dez bolcheviques e três socialistas revolucionários de esquerda com um delegado adicional de cada um dos outros grupos (Socialistas Revolucionários de Direita, mencheviques, etc).
Os partidos social-democratas suíço, romeno, sueco e norueguês, o Partido Socialista da Grã-Bretanha e o Partido Socialista da América enviaram mensagens de solidariedade.
Ocorrendo logo após a Assembleia Constituinte ter sido dissolvida por ordem do Comitê Executivo Central de toda a Rússia (VTsIK), o Congresso decidiu retirar todas as referências à próxima Assembleia Constituinte de todas as novas edições de decretos e leis do Governo Soviético. O Congresso recebeu:
- O relatório de Yakov Sverdlov sobre a atividade do Comitê Executivo Central de Toda a Rússia;
- O relatório de Vladimir Lenin sobre a atividade do Conselho do Comissariado do Povo;
- O relatório de Josef Stalin do Commissariado do Povo para as Nacionalidades sobre os princípios da federação e a política das nacionalidades para o estado soviético emergente. A política de nacionalidades foi acordada.

Os mencheviques, os socialistas revolucionários de direita e os mencheviques internacionalistas usaram o Congresso para indicar sua oposição à política interna e externa que os bolcheviques aprovaram.
A Declaração dos Direitos do Povo Trabalhador e Explorado foi aprovada e isso passou a ser a base da Constituição Soviética. Também foi acordado estabelecer a República Socialista Federativa Soviética da Rússia com base em uma união livre dos povos da Rússia.
O Congresso também aprovou o Decreto sobre a Terra que forneceu as disposições básicas da redistribuição e nacionalização da terra.

### Quarto Congresso
No Quarto Congresso Extraordinário dos Sovietes de Toda a Rússia (14 a 16 de março de 1918), o Tratado de Brest-Litovski foi ratificado. Isso marcou uma fenda entre os bolcheviques e os Socialistas Revolucionários, que votaram contra o tratado e cujos ministros abandonaram o Sovnarkom em protesto.

### Quinto Congresso
O Quinto Congresso de Toda a Rússia dos Sovietes de Deputados Operários, Camponeses, Soldados e Combatentes do Exército Vermelho foi realizado de 4 a 10 de julho de 1918. A Terceira Revolução Russa começou durante este Congresso, com sua supressão marcando o fim da participação dos Socialistas Revolucionários de Esquerda no Congresso dos Sovietes e um decreto que "vincula a cidadania ao serviço militar e obriga todos os homens saudáveis de 18 a 40 anos a se apresentar" e a luta pelo Exército Vermelho na Guerra Civil Russa foi aprovada.

### Sexto Congresso
O Sexto Congresso Extraordinário de Toda a Rússia dos Sovietes de Deputados Operários, Camponeses, Soldados e Combatentes do Exército Vermelho realizou-se de 6 a 9 de novembro de 1918.

### Sétimo Congresso
O Sétimo Congresso de Toda a Rússia dos Sovietes de Deputados Operários, Camponeses, Soldados e Combatentes do Exército Vermelho foi realizado de 5 a 9 de dezembro de 1919. Naquele ano, um relatório sobre a política externa da Rússia soviética foi submetido ao Congresso e Leon Trótski leu um relatório sobre a construção militar soviética e frentes na Guerra Civil Russa.

### Oitavo Congresso
O Oitavo Congresso de Toda a Rússia dos Sovietes de Deputados Operários, Camponeses, Soldados e Combatentes do Exército Vermelho e dos Cossacos foi realizado em Moscou, de 22 a 29 de dezembro de 1920. Foi neste congresso que Gleb Krzhizhanovsky apresentou seu relatório sobre o Plano GOELRO. Este foi o primeiro plano econômico que se concentrou na eletrificação significativa da indústria russa. Lenin criticou o panfleto de Trótski, O Papel e as Tarefas dos Sindicatos, na subsequente reunião conjunta preliminar dos delegados bolcheviques.

### Nono Congresso
O Nono Congresso dos Sovietes de Toda a Rússia foi realizado em Moscou de 23 a 28 de dezembro de 1921. Estiveram presentes 1 991 delegados, dos quais 1 630 tinham estatuto de voto.

### Décimo Congresso
O Décimo Congresso dos Sovietes de Toda a Rússia foi realizado em Moscou de 23 a 27 de dezembro de 1922. Participaram 1 727 delegados e 488 convidados. Neste congresso, 488 eram dos estados controlados pelos bolcheviques, na Ucrânia, na Bielorrússia e na Transcaucásia. Josef Stalin anunciou a união da República Socialista Federativa Soviética da Rússia, da República Socialista Soviética da Ucrânia, da República Socialista Soviética da Bielorrússia e da República Socialista Federativa Soviética Transcaucasiana na União Soviética, aprovada pelo Congresso. Em seu discurso perante o Congresso, Stalin disse, em parte, que "esperemos, camaradas, que, ao formar a nossa União República, criaremos um baluarte confiável contra o capitalismo internacional e que o novo Estado da União será outro passo decisivo para a união dos trabalhadores de todo o mundo em uma República Socialista Soviética Mundial."

### Décimo Primeiro Congresso
O Décimo Primeiro Congresso dos Sovietes de Toda a Rússia foi realizado em Moscou de 19 a 29 de janeiro de 1924. Participaram 1 637 delegados, dos quais 1 143 detiveram o direito ao voto.

### Décimo Segundo Congresso
O Décimo Segundo Congresso dos Sovietes de Toda a Rússia foi realizado em Moscou de 7 a 16 de maio de 1925. Participaram 1 634 delegados, dos quais 1 084 detinham direito ao voto.